# Black Moon (Sailor Moon)
(Demand a Sailor Moon nel manga, traduzione GP Plushing)
Black Moon (ブラックムーン一族?, Burakku Mūn Ichizoku, lett. "Clan Black Moon") è il nome collettivo del secondo gruppo di nemici principali della serie di anime e manga Sailor Moon. Sono presenti sia nell'anime (serie Sailor Moon R episodi 60-88) che nella seconda parte del manga, con qualche cambiamento nella loro storia, e nei musical. Nell'adattamento italiano dell'anime degli anni 90 il gruppo è noto come Famiglia della Luna Nera, nell'adattamento italiano di Sailor Moon Crystal Clan Black Moon .

## Descrizione
Black Moon è un gruppo di esseri umani del trentesimo secolo. I membri sono dotati di poteri oscuri provenienti da Nemesis (Menesis nell'adattamento italiano della serie anni 90), il fantomatico decimo pianeta del sistema solare che viene descritto come un pianeta di energia "negativa", possibile da vedere solo tramite raggi X (nell'edizione italiana dell'anime anni 90 tale pianeta viene erroneamente indicato come l'undicesimo). Il clan è guidato dal principe Prince Demand. Tutti i membri hanno il simbolo di una luna crescente nera capovolta sulla fronte ed indossano degli orecchini realizzati con il Malefico Cristallo Nero (Cristallo Corvino nell'adattamento italiano della serie anni 90) che gli dona poteri, ottenuta da un misterioso individuo chiamato Wiseman. Nelle battaglie impiegano esseri artificiali chiamati "Droidi", portati in vita dal potere del loro cristallo.
Nell'anime, i membri di Black Moon sono i discendenti di coloro che rifiutarono di essere purificati dal Cristallo d'Argento di Neo Queen Serenity e quindi esiliati su Nemesis. Il loro intento iniziale era di chiedere il permesso alla regina di ritornare sulla Terra ma, plagiati da Wiseman, cominciarono a meditare vendetta. Alla fine Wiseman in realtà si rivelerà essere Death Phantom, una creatura il cui vero scopo è eliminare la vita dalla Terra. Ignari di questo, Demand e i suoi seguaci verranno uccisi uno ad uno. Sopravvivono soltanto le quattro Sorelle Akayashi, che accetteranno di essere purificate dal Cristallo d'Argento Illusorio.
Nel manga la storia del gruppo è diversa: Demand e i suoi compagni sulla Terra erano un gruppo terroristico amante della guerra che si era reso responsabile di varie morti, in quanto rifiutavano la longevità e la purificazione del Cristallo d'Argento come una cosa non naturale ("Un corpo che non invecchia per effetto del Cristallo d'Argento Illusorio è una bestemmia contro Dio!" come afferma Demand) e ritenevano la società pacifica del XXX secolo come "rammolita". A un certo punto vennero contattati da Wiseman, che li condusse su Nemesis dove donò loro il potere del Malefico Cristallo Nero; da quel momento decisero di dar vita all'Operazione Re-Play, ossia il rifacimento della storia infiltrandosi nella società del XX secolo, prima dell'ascesa al trono dei sovrani della Terra. In questa versione della storia tutti i membri del gruppo muoiono in battaglia, comprese le Sorelle Akayashi, che vengono sconfitte da Sailor Moon.

## Confronto nomi originali e adattati
È interessante notare che la maggior parte dei nemici abbia nomi che derivano da minerali o da pietre e che gli adattatori italiani hanno provato a essere fedeli, traducendo ove possibile i nomi delle pietre o cercando nomi che potessero richiamarli.
| Nome giapponese                                                                   | Nome inglese            | Nome italiano | Origine del nome | Doppiatore giapponese (serie anni 90) | Doppiatore giapponese (serie Crystal) | Doppiatore italiano (serie anni 90) | Doppiatore italiano (serie Crystal) |
| --------------------------------------------------------------------------------- | ----------------------- | --- | ---------------- | ------------------------------------- | ------------------------------------- | ----------------------------------- | ----------------------------------- |
| Wiseman (ワイズマン?, Waizuman) / Death Phantom (デス・ファントム?, Desu Fantomu) | Wiseman / Death Phantom | Grande Saggio/ Supremo Fantasma (anime anni 90) Des Phantom (prima edizione del manga) Wiseman/Death Phantom (seconda, terza edizione del manga e Crystal) |                  | Eiji Maruyama                         | Hiroshi Iwasaki                       | Alfredo Danti Federico Danti        | Sergio Lucchetti                    |
| Prince Demand (プリンス・デマンド?, Purinsu Demando)                              | Prince Diamond          | Principe Diamond (anime e prima edizione del manga) Prince Diamond (seconda edizione del manga) Principe Diamant (terza edizione del manga)                | Diamante         | Kaneto Shiozawa                       | Mamoru Miyano                         | Federico Danti                      | Massimo Triggiani                   |
| Blue Saphir (蒼のサフィール?, Ao no Safīru)                                       | Sapphire                | Principe Zaffiro (anime anni 90 e prima edizione del manga) Prince Saphir (seconda edizione del manga) Saphir (serie Crystal e terza edizione del manga)   | Zaffiro          | Tsutomu Kashiwakura                   | Tsubasa Yonaga                        | Claudio Moneta                      | Mirko Cannella                      |
| Green Esmeraude (翠のエスメロード?, Midori no Esumerōdo)                          | Emerald                 | Esmeralda (anime anni 90 e prima edizione del manga) Esmeraude (seconda e terza edizione del manga) Emerald (serie Crystal)                                | Smeraldo         | Mami Koyama                           | Houko Kuwashima                       | Maddalena Vadacca                   | Chiara Gioncardi                    |
| Crimson Rubeus (紅のルベウス?, Kurenai no Rubeusu)                                | Rubeus                  | Ruben (anime anni 90 e prima edizione del manga) Rubeus Crimson (seconda edizione del manga) Crimson Rubeus (serie Crystal e terza edizione del manga)     | Rubino           | Wataru Takagi                         | Hiroki Takahashi                      | Diego Sabre                         | Gabriele Lopez                      |
| Koan (コーアン?, Koan)                                                            | Catzi                   | Chermesite (anime anni 90 e prima edizione del manga) Kouan (seconda edizione del manga) Koan (serie Crystal e terza edizione del manga)                   | Kermesite        | Wakana Yamazaki                       | Satsuki Yukino                        | Patrizia Scianca                    | Letizia Scifoni                     |
| Berthier (ベルチェ?, Beruche)                                                     | Bertie/Birdy            | Berthierite (anime anni 90 e prima edizione del manga) Berthier (seconda, terza edizione del manga e in Crystal)                                           | Berthierite      | Yuri Amano                            | Rumi Kasahara                         | Marcella Silvestri                  | Eleonora Reti                       |
| Petz (ペッツ?, Pettsu)                                                            | Prizma                  | Pezzite (anime anni 90 e prima edizione del manga) Petz (seconda e terza edizione del manga)                                                               | Petzite          | Megumi Ogata                          | Wasabi Mizuta                         | Gledis Pace                         | Perla Liberatori                    |
| Calaveras (カラベラス?, Karaberasu)                                               | Avery                   | Calaverite (anime anni 90 e prima edizione del manga) Calaveras (seconda e terza edizione del manga)                                                       | Calaverite       | Akiko Hiramatsu                       | Tomoe Hanba                           | Benedetta Laurà                     | Laura Amadei                        |
| Chiral                                                                            | Doom                    | Chiral | Chirale          | Masashi Ebara                         | Wataru Hatano                         | Federico Danti                      | ?                                   |
| Achiral                                                                           | Gloom                   | Achiral | Achirale         | Ryōtarō Okiayu                        | Kazunari Tanaka                       | Gabriele Calindri                   | ?                                   |
| Black Lady (Black Lady?)                                                          | Wicked Lady             | Lady Nera (anime anni 90 e prima edizione del manga) Black Lady (seconda, terza edizione del manga e Crystal)                                              |                  | Kae Araki                             | Misato Fukuen                         | Marcella Silvestri                  | Monica Volpe                        |

## Membri

### Wiseman
Death Phantom (デス・ファントム?, Desu Fantomu, erroneamente traslitterato in Des Phantom nella prima edizione italiana del manga) anche conosciuto come Wiseman (ワイズマン?, Waizuman,  letteralmente il Saggio) o solo Phantom (come lo chiama King Endymion quando parla di lui per la prima volta) è una delle tante incarnazioni di Chaos. Nella versione italiana dell'anime è noto rispettivamente come Supremo Fantasma e Grande Saggio.
Death Phantom un tempo era un umano in grado di usare poteri oscuri e malvagi, che fu esiliato da Crystal Tokyo sul pianeta Nemesis. I suoi poteri comprendevano le Braccia diaboliche (幻の銀水晶?, Youju no Te), capaci di allungarsi a dismisura le proprie braccia per raggiungere e fare del male a qualunque distanza, e il Terzo occhio, in grado di plasmare la volontà altrui a proprio piacimento. Nel manga Death Phantom diventò tutt'uno con Nemesis: qui cominciò a manipolare il principe Demand, all'epoca considerevolmente giovane, e lo convinse a domandare alla regina l'amnistia per tutti coloro che erano stati esiliati su Nemesis, ma pian piano il progetto cambiò e alla fine l'obbiettivo finale fu quello di distruggere la Terra.
Death Phantom per sua stessa natura è malvagio e privo di rimorsi. Nonostante abbia "cresciuto" Demand, Sapphire e gli altri membri della Black Moon, non prova alcuna emozione a vederli morire. Sapphire e Rubeus (e indirettamente anche Emerald) addirittura muoiono per mano sua; inoltre, non ha problemi a riversare il proprio potere negativo dentro alla piccola Chibiusa per assoggettarla al proprio volere, facendola diventare la terribile Black Lady. Nel manga Sailor Moon e Sailor Chibimoon devono distruggere definitivamente Nemesis per sconfiggerlo, mentre nell'anime è sufficiente eliminare Death Phantom, lasciando intatto il pianeta.
Death Phantom riappare nel manga successivamente nel capitolo Star 5, all'interno di un sogno-ricordo di Galaxia dove si scopre che fu lui ad inviarla verso il Galaxy Caulderon dove fu corrotta da Chaos. Quest'apparente contraddizione può essere spiegata col fatto che, almeno nel manga, è nei poteri di Phantom quello di spostare il pianeta Nemesis attraverso lo spazio-tempo.
A causa di un errore di doppiaggio dell'anime in Italia sembra che Wiseman sia un'entità distinta al servizio di Phantom, poiché durante lo scontro con Demand e Sailor Moon dice che la sua missione è "Distruggere l'universo per far trionfare il nulla e l'oscurità. Questa è la missione che mi ha affidato il Supremo Fantasma!". Tuttavia l'errore è stato corretto nell'episodio 88.
Nel manga viene inquadrato il suo volto umano, anche se non lo si riesce a vedere bene sembra che fosse un uomo di corporatura robusta, con un paio di baffi sotto il naso, le orecchie appuntite e pochi capelli dritti con sulla fronte il marchio della luna nera. Non vengono visti i suoi occhi. Nell'anime, come Wiseman sembra avere il volto di un teschio, perennemente coperto da un cappuccio di cui sono visibili solo gli occhi rossi. In questa forma incorporea le sue mani sembrano fatte di una luce viscida e può essere ucciso solo dal Cristallo d'Argento.
Doppiato nelle versioni giapponesi delle due serie da Eiji Maruyama (serie anni '90) e Hiroshi Iwasaki in Sailor Moon Crystal e nella versione italiana da Alfredo Danti (serie anni '90, salvo per l'episodio 60 in cui Danti è sostituito dal figlio Federico) e Sergio Lucchetti in Sailor Moon Crystal.

### Prince Demand
Prince Demand (プリンス・デマンド?, Purinsu Demando) è formalmente il leader del pianeta Nemesis nel trentesimo secolo e il fratello maggiore di Blue Saphir. Nell'edizione italiana dell'anime il titolo "prince" (in inglese anche nell'edizione originale) è stato tradotto in italiano, mentre il nome del personaggio è stato adattato con l'inglese Diamond. Possiede vari poteri datagli da Death Phantom, tra cui il terzo occhio con cui ipnotizza le persone. Sia nell'anime che nel manga Demand è attratto da Neo Queen Serenity e questo lo porta a rapire Sailor Moon (nell'anime per conquistarla e farla diventare sua regina, mentre nel manga il suo è un desiderio più carnale) e a cercare di ipnotizzarla perché si innamori di lui. In entrambe le versioni Sailor Moon fugge dalla prigionia grazie all'amore che prova per i suoi amici, e le responsabilità che lei ha nei confronti della Terra.
Nell'anime Demand è uno dei discendenti dei rivoltosi esiliati su Nemesis e sue intenzioni iniziali erano di ragionare con Neo Queen Serenity e spiegare l'incolpevolezza delle nuove generazioni di coloro che tradirono il regno. Ma il suo incontro col Saggio cambiò le carte in tavola, dato che la malvagia creatura manipolò il giovane principe, convincendolo a desiderare la vendetta su Crystal City, più di qualunque altra cosa. Tuttavia il lavaggio del cervello del Grande Saggio non riuscì ad impedire a Demand di innamorarsi di Serenity e di desiderare di averla. Impossibilitato ad avere la donna nel futuro essendo sprofondata in un sonno profondo decide di accontentarsi di avere la versione passata di Serenity ovvero Usagi tuttavia quando la ragazza resiste al suo potere ipnotico afferma che voleva soltanto dividere la sua vita con lei ma Usagi gli fa capire che non può imporre con la forza agli altri i suoi sentimenti riuscendo a fargli capire la profondità dei suoi errori. Dopo aver compreso di essere stato usato da Wiseman, Demand si sacrifica per difendere Sailor Moon da un mortale attacco del malvagio, morendo fra le braccia dell'amata a cui affida il suo popolo.
Nel manga Demand è un personaggio molto più negativo, difatti il suo primo incontro con Neo Queen Serenity avviene dopo che la sovrana l'ha visto uccidere una bambina che piangeva, ed il suo obiettivo non è la vendetta ma provare di essere più forte dei sovrani della Terra di cui odia la società pacifica ritenendola "corrotta" dalla lunga vita. Nel finale Demand, ormai rimasto solo e conscio di essere stato usato da Death Phantom, in un impeto di rabbia e follia tenta di usare il potere dei Cristalli d'Argento del XXX e del XX secolo per distruggere ogni cosa, ma viene fermato da Sailor Pluto, ed in seguito ucciso dal potere di Sailor Moon e Tuxedo Kamen.
Nei musical è l'unico membro di Black Moon a sopravvivere e comparirà nel musical Ai no Sanctuary, dove aiuterà le Sailor Senshi contro gli invasori alieni di Dark Sirius con l'identità terrestre di Hikaru Kurotsuki.
Doppiato nella versione giapponese da Kaneto Shiozawa, (serie anni '90) e da Mamoru Miyano in Sailor Moon Crystal mentre nella versione italiana è doppiato da Federico Danti (serie anni '90) e da Massimo Triggiani in Sailor Moon Crystal e interpretato da Erika Mahiro nel musical del 2014.

### Blue Saphir
(Ultime parole di Sapphire/Zaffiro, pensando all'amata)
Blue Saphir (蒼のサフィール?, Ao no Safīru) (Nell'adattamento italiano della serie anni '90 è stato chiamato Zaffiro) è l'alchimista di Black Moon, e il fratello minore del principe Demand. È considerevolmente più cauto e razionale rispetto ai suoi compagni. È l'unico membro della famiglia a non indossare gli orecchini di cristallo nero, nonostante sia stato egli stesso ad inventarli (nel manga, tuttavia sarà ipnotizzato da Death Phantom che gli farà indossare un paio di orecchini). Anche la maggior parte dei droidi vengono creati da lui.
Sia nel manga che nell'anime, Saphir è l'unico a rimanere, in qualche maniera, immune al potere di Death Phantom, tentando in più occasioni di avvertire il fratello di quali siano, secondo lui, le vere intenzioni del Saggio, ottenendo soltanto reazioni violente da parte di Demand. Nel manga è proprio Demand ad uccidere il fratello in un impeto d'ira dopo che Sapphire è stato portato da Wiseman sotto il suo controllo e aver ricevuto da Wiseman le Braccia diaboliche.
Nell'anime Saphir inavvertitamente scopre le reali intenzioni di Death Phantom, avendo conferma dei suoi sospetti. Ma prima di riuscire ad avvertire il fratello, viene ucciso da Death Phantom, ed ha anche una storia d'amore con Petz delle Sorelle Ayakashi, che lo curerà dopo essere scappato nel XX secolo prima di venire ucciso da Wiseman. Al momento della sua morte si vedrà che la luna nera sulla fronte del ragazzo è sparita.
Doppiato nella versione giapponese da Tsutomu Kashiwakura (serie anni '90) e da Tsubasa Yonaga in Sailor Moon Crystal mentre nella versione italiana da Claudio Moneta (serie anni '90) e da Mirko Cannella in Sailor Moon Crystal, e interpretato da Sora Manami nel musical del 2014.

### Green Esmeraude
Green Esmeraude (翠のエスメロード?, Midori no Esumerōdo) (Nell'adattamento italiano della serie anni '90 è stata chiamata Esmeralda) è il secondo membro di Black Moon ad apparire. Egoista e vanitosa, tenta di apparire più bella possibile vestendo in maniera provocante ed eccentrica. Caratteristica è la sua sguaiata risata con la quale entra o esce di scena. In generale è il personaggio di Black Moon più comico (in un'occasione si rivela una golosona al pari di Usagi). Sia nel manga che nell'anime è la superiore dei Boule Brother: Chiral e Achiral.
Nell'anime prende il posto di Rubeus e delle Sorelle Ayakashi e decide d'impedire la fondazione di Crystal Tokyo non più cercando di contaminare i Crystal Point col Potere Nero, ma di creare dei punti di Potere Nero usando delle statuette create da Saphir (rappresentanti lei medesima) collocandole in punti carichi d'energia negativa, in modo da aprire il Dark Gate e far arrivare il potere negativo del loro cristallo sulla Terra del XX secolo per distruggere la futura capitale del mondo. In questa versione è anche profondamente innamorata di Demand, cosa che le fa odiare terribilmente Sailor Moon, oggetto principale delle attenzioni del principe. Dopo l'arrivo delle guerriere nel XXX secolo, Esemeraude viene ingannata da Death Phantom che le dona una corona che l'avrebbe fatta diventare la regina del regno, al fianco del principe Demand, ma che in realtà la consuma trasformandola in un drago con l'unico istinto di distruggere, venendo poi sconfitta dalle guerriere Sailor, riprendendo brevemente il suo aspetto umano prima di sparire.
Nel manga (dopo essere apparsa brevemente in alcune scene con Demand, Rubeus e Saphir) Esmeraude decide di scendere in campo dopo il fallimento di Chiral e Achiral per rapire Chibiusa, dopo che la bambina torna per la seconda volta nel futuro, nella missione chiamata Codice Extra: Operazione Re-Lax, in cui mostra le braccia diaboliche donategli da Wiseman che nascondeva sotto i suoi lunghi guanti. Viene eliminata da Tuxedo Kamen mentre sta strangolando Sailor Moon e Sailor Venus accorse in aiuto della bambina.
Doppiata nella versione giapponese da Mami Koyama (serie anni '90) e da Hōko Kuwashima in Sailor Moon Crystal mentre nella versione italiana da Maddalena Vadacca (serie anni '90) e da Chiara Gioncardi in Sailor Moon Crystal e interpretata da Matsumi Hiromura nel musical del 2014

### Crimson Rubeus
Crimson Rubeus (紅のルベウス?, Kurenai no Rubeusu) è il primo membro di Black Moon a fare la sua comparsa nella serie, con l'obbiettivo di trovare una persona identificata come "coniglio" (in originale "rabbit", ossia Chibiusa). Oltre ad essere agli ordini del principe Demand e di Wiseman, è il superiore del gruppo delle quattro Sorelle Ayakashi. Nell'anime Koan è innamorata di lui. Nel manga invece, sembra essere attratto e ricambiato da Calaveras. Nell'adattamento italiano della serie anni '90 è stato chiamato Ruben
Nell'anime Rubeus riesce a rapire le guerriere Sailor e chiedere come riscatto a Sailor Moon il Cristallo d'argento. Sailor Moon, riuscita ad entrare nell'astronave di Rubeus, riesce a liberare le amiche guerriere e mettere fuori combattimento Rubeus, che muore nell'esplosione dell'astronave. Esmeraude, che avrebbe avuto la possibilità di salvarlo, lo lascia deliberatamente morire per prendere il suo posto.
Nel manga, invece, Rubeus viene ucciso da Death Phantom, quando questi realizza il lavaggio del cervello che hanno subito dalla malvagia creatura a seguito dell'evasione delle guerriere Sailor, da lui catturate nei capitoli precedenti. Sempre in questa versione il giovane rivela di avere poteri legati al fuoco (ma non è mai rivelato il nome del suo attacco), mentre nell'anime è in grado di creare bombe di energia viola.
Doppiato nella versione giapponese da Wataru Takagi (serie anni '90) e da Hiroki Takahashi in Sailor Moon Crystal mentre nella versione italiana da Diego Sabre (serie anni '90) e da Gabriele Lopez in Sailor Moon Crystal, e interpretato da Riona Tatemichi nel musical del 2014.

### Sorelle Ayakashi
Le Sorelle Ayakashi (あやかしの四姉妹?, Ayakashi sisters, note nel doppiaggio italiano dell'anime anni '90 come Le quattro sorelle persecutrici) sono le dirette sottoposte di Rubeus. Il termine ayakashi in giapponese indica un particolare mostro marino, o altri esseri mostruosi in generale. Sono molto forti, ma i loro poteri sono limitati rispetto a quelli dei nemici che prenderanno il loro posto. Nel manga riescono a rapire Sailor Mercury, Sailor Mars e Sailor Jupiter, ma solo Calaveras non riuscirà a rapire Sailor Venus e verranno di volta in volta eliminate tutte da Sailor Moon e nessun altro membro del clan sembra preoccuparsi molto della loro fine. Nell'anime invece il loro ruolo è molto più ampio. Alla fine della serie tutte e quattro vengono purificate dal cristallo d'argento, e finiscono per condurre una vita normale come abitanti della Terra gestendo un negozio di profumi.
Nell'anime il loro compito è, anche, quello di contaminare col Potere Nero del Malefico cristallo nero i punti su cui sorgerà la futura Crystal Tokyo, i Crystal Point (divenute in Italia Punte di Cristallo nella serie anni '90), in modo da impedirne la fondazione, mentre nel manga guidano una serie di operazioni per impadronirsi della città di Tokyo inviando soldati che s'infiltrano nella società terrestre, oppure tentando di portare gli umani dalla loro parte.

#### Koan
Koan (コーアン?, Kōan) (Nell'adattamento italiano della serie anni '90 è stata chiamata Chermesite) è la più giovane delle quattro sorelle, ed il suo attacco si chiama "Dark Fire", ribattezzato in Italia Fiamme Nere nella serie anni '90. Rappresenta una controparte per Sailor Mars.
Nel manga Rubeus le assegna la missione "Codice 001: Operazione Re-cruit" per convertire gli umani alla loro causa (oltre ad essere la responsabile di molti apparenti fenomeni di combustione spontanea). Finge di essere una studentessa chiamata Koan Kurozuki all'accademia femminile T*A, frequentata da Rei Hino e fonda l'Associazione dei fenomeni paranormali "Black Moon". Riesce a rapire Sailor Mars, ma viene poi uccisa da Sailor Moon e Tuxedo Kamen.
Nell'anime, Koan è innamorata di Rubeus, e convinta di essere ricambiata. Quando la ragazza fallisce per l'ennesima volta la missione di recuperare il "coniglio", Rubeus le appare e le dice che non le è più utile, e quindi può anche uccidersi. Impazzita per il dolore, Koan attacca selvaggiamente le guerriere Sailor. Sailor Mars, provando compassione per la sua situazione, difende la nemica dagli attacchi delle altre guerriere e le propone di essere purificata dal cristallo d'argento. Koan, stupita dall'atteggiamento della rivale, accetta e diventa una normale ragazza terrestre.
Doppiata nella versione giapponese da Wakana Yamazaki (serie anni '90) e da Satsuki Yukino in Sailor Moon Crystal e nell'adattamento italiano da Patrizia Scianca (serie anni '90) e da Letizia Scifoni in Sailor Moon Crystal.

#### Berthier
Berthier (ベルチェ?, Beruche)(Nell'adattamento italiano della serie anni '90 è stata chiamata Berthierite) è la terza delle quattro sorelle e la seconda ad entrare in azione ed il suo attacco si chiama "Dark water" (in Italia Getti di Ghiaccio nella serie anni '90). Rappresenta una controparte per Sailor Mercury.
Nel manga le viene assegnata la missione "Codice 002: Operazione Re-move", consistente nel rimuovere le pedine che costituiscono un intralcio ai loro piani (cioè uccidere le guerriere Sailor e catturare Chibiusa). Scoperta l'identità segreta di Ami Mizuno la sfida ad una partita a scacchi sotto la flasa identità di una rabdomante, per poi attaccarla. Sailor Mercury viene rapita, ma Sailor Moon riesce a colpire a morte Berthier.
Nell'anime Berthier viene dipinta come una stratega molto intelligente, esattamente come Sailor Mercury. Nella sua missione finale, così come accade nel manga, Berthier sfida Ami ad una partita a scacchi dal quale sarebbe dipesa la sorte delle sue compagne guerriere intrappolate nel ghiaccio. Nonostante la "supervisione" di Calaveras e Petz, Berthier viene distratta dall'arrivo di Tuxedo Kamen e perde l'occasione di eliminare le guerriere. Abbandonata dalle sorelle, Berthier decide di sacrificare se stessa per eliminare le guerriere Sailor, ma Kōan la convince ad accettare la purificazione del cristallo d'argento.
Doppiata nella versione giapponese da Yuri Amano (serie anni '90) e da Rumi Kasahara in Sailor Moon Crystal, e nella versione italiana da Marcella Silvestri (serie anni '90) e da Eleonora Reti in Sailor Moon Crystal.

#### Petz
Petz (ペッツ?, Pettsu) (Nell'adattamento italiano della serie anni '90 è stata chiamata Pezzite) è la più grande delle quattro sorelle ed è la controparte di Sailor Jupiter: nell'anime possiede l'attacco "Dark Thunder" (in Italia Lampi Neri nella serie anni '90), mentre nel manga può provocare un uragano grazie al suo orecchino. Secondo quanto rivelato dall'autrice negli artbook, ha anche la capacità di controllare piante e animali.
Nel manga le viene assegnata la missione "Codice 003: Operazione Re-new", ovvero rilasciare virus sulla città di Tokyo in modo da sostituirne gli abitanti coi Droidi a loro fedeli, in modo da effettuare un rinnovo dei loro soldati. Tra le vittime infettate c'è anche Makoto, che anche grazie a ciò viene facilmente rapita da Rubeus dopo la sconfitta di Petz per mano via dell'arrivo di Sailor Moon e Sailor Venus.
Nell'anime Petz è fiera e orgogliosa, e benché sembri scocciata dall'atteggiamento di Calaveras nei suoi confronti finisce sempre per aiutarla. La sua volontà viene corrotta da una bacchetta donatale da Rubeus, che ha il vero scopo di uccidere tutte le quattro sorelle, per far accorrere le guerriere Sailor. Petz viene salvata in extremis da Calavelas e le due vengono purificate dal cristallo d'argento. Verso la fine della serie, Petz accoglierà nell'appartamento che divide con le altre sorelle Saphir ferito e lo curerà. In questa circostanza si verrà a sapere che i due in passato sono stati insieme, e probabilmente sono ancora innamorati l'uno dell'altra. Quando il ragazzo viene ucciso, Petz lo avverte e rimane in lacrime abbracciata con la giacca che lui le aveva lasciato come promessa del suo ritorno. Confortata dalle sorelle e mostrandosi consapevole del fatto che Saphir non sarebbe potuto tornare, e promette che lo ricorderà sempre con ultimo sorriso che le ha rivolto.
Doppiata nella versione giapponese da Megumi Ogata (serie anni '90) e da Wasabi Mizuta in Sailor Moon Crystal, e nella versione italiana da Gledis Pace (serie anni '90) e da Perla Liberatori in Sailor Moon Crystal.

#### Calaveras
Calaveras (カラベラス?, Karaberasu) (Nell'adattamento italiano della serie anni '90 è stata chiamata Calaverite)  è la seconda delle quattro sorelle e l'ultima ad apparire, ed il suo attacco si chiama "Dark Love Whip" ed è portato con una frusta. Rappresenta una controparte per Sailor Venus, ed è l'unica delle quattro per la quale Rubeus sembri mostrare un minimo interessamento.
Nel manga Calaveras è l'ultima delle sorelle ad apparire, e viene presentata come una medium. In virtù di questo sua capacità Rubeus le assegna la missione "Codice 004: Operazione Re-birth", con il compito di usare il suo potere di channeling per canalizzare un suo messaggio e fare il lavaggio del cervello agli umani per convincerli che la Luna bianca porterà la Terra alla rovina. Viene interrotta da Sailor Venus e quindi evoca lo spirito delle sue sorelle morte per catturare la guerriera con l'attacco Spirit Energy Attack, fallendo grazie all'arrivo di Sailor Moon. Secondo l'autrice Calaveras è anche in grado di manipolare la mente degli esseri umani.
Nell'anime, Calavelas è molto pigra e difficilmente accetta di andare in missione, unendosi al massimo a quelle delle sue sorelle, soprattutto Petz. Anche la sua ultima missione in realtà è quella di Petz. È stato affidato loro una bacchetta con il quale le due sorelle dovranno uccidere le guerriere Sailor e le due sorelle traditrici, Koan e Berthier. Ma il potere dell'arma donata a Petz corrompe la donna istigandola ad uccidere anche Calaveras, che rimane shockata e viene salvata da Sailor Moon. Alla fine Calavelas salva la sorella dall'attacco di Rubeus, e le due donne vengono purificate dal Cristallo d'argento. Nell'anime possiede una frusta chiamata Dark Love Whip.
Doppiata nella versione giapponese da Akiko Hiramatsu (serie anni '90) e da Tomoe Hamba in Sailor Moon Crystal mentre nella versione italiana è doppiata da Benedetta Laurà (serie anni '90) e da Laura Amadei in Sailor Moon Crystal.

### Boule Brothers
I Boule Bothers sono due fratelli gemelli sottoposti di Esmeraude, i cui nomi sono Chiral e Achiral che appaiono sia nell'anime che nel manga. La loro differenza sta nel colore della pelle, poiché uno è più scuro dell'altro.
Nel manga, i due entrano in scena dopo la morte di Calveras, presentandosi come due esseri di pietra grezza artificiale, a cui Esemraude affida il compito di fermare Sailor Moon, Chibuisa, Sailor Venus e Tuxedo Kamen arrivano a Crystal Tokyo (la cosiddetta Codice 005: Operazione Re-Make), ed essi obbediscono creando una replica del Crystal Palace come trappola. Sailor Moon, quando li attacca, è paralizzata da un campo magnetico prodotto dal cristallo da loro creato. Tuxedo Mask distrugge il cristallo prima che il campo distrugga i loro corpi facendoli esplodere, e i due gemelli vengono sconfitti.
Nell'anime i fratelli fanno crescere due statuette di Esmeraude al Juban Park e nella scuola elementare Juban, per distrarre le guerriere Sailor e attirare Chibiusa in una trappola, contaminando gli alunni e gli insegnanti con il Potere Nero, scatenando la loro aggressività. Tale attacco, che vede coinvolta la migliore amica di Chibiusa, Momoko (Miriam in Italia), che porta la bambina a rivelare il suo potere (cosa che farà cambiare i piani di Wiseman dall'eliminazione della piccola, alla sua corruzione col potere del Malefico Cristallo Nero) ed alla fine i due vengono eliminati da Sailor Moon.

### Black Lady
Black Lady il nome che assume Chibiusa, dopo essere stata trasformata da Death Phantom nella regina di Nemesis tramite il lavaggio del cervello subito da Death Phantom e aver ricevuto nel suo corpo il potere del Malefico Cristallo Nero (Cristallo Corvino nell'edizione italiana della serie anni '90). Il suo aspetto è quello di una Chibiusa adulta e un po' femme fatale. Nell'edizione italiana della serie anni '90 Black Lady è chiamata Lady Nera.
Nell'anime, dopo essere stata convinta da Death Phantom di essere stata trascurata e abbandonata dalla sua famiglia, Black Lady odia Usagi e Mamoru e tenta di ucciderli, considerando il suo giocattolo "Luna-P", il suo unico amico. Soltanto l'amore dei suoi genitori riesce a farla tornare normale. Nel manga invece, dopo aver gettato via "Luna-P", cerca di sedurre e plagiare suo padre Mamoru. È soltanto lo shock di vedere morire la sua amica Sailor Pluto, che la fa ritornare normale, trasformandola per la prima volta in Sailor Chibimoon.
Doppiata nella versione giapponese da Kae Araki (serie anni '90) e Misato Fukuen in Sailor Moon Crystal e nella versione italiana da Marcella Silvestri (serie anni '90) e Monica Volpe in Sailor Moon Crystal, è interpretata da Yui Ito nel musical del 2014.

### Personaggi dei musical
I seguenti personaggi appaiono unicamente nel musical Tanjou! Ankoku no Princess Black Lady e nella sua versione rivisitata.
- Spotted Tilmun (interpretato Ikuya Moro) è un membro di Black Moon che ha la particolarità di avere sulla fronte solo metà del marchio del clan, ragione per cui Esmeraude lo prende sempre in giro. Molto legato alle piccole Aron e Manna, morirà nel tentativo di salvarle quando Wiseman comincia ad uccidere tutti i membri di Black Moon.
- Aaron e Mana: sono due bambine (sorelle gemelle) appartenenti a Black Moon, ma che hanno però un genitore terrestre. Vengono Wiseman usarle per convincere Chibiusa ad unirsi a lui, ma cominciano ad avere dei dubbi sull'invasione della Terra dopo che Tuxedo Kamen regala loro una rosa. Verranno poi uccise dalla furia di Wiseman, dopo che si scioglie la trasformazione di Chibiusa in Black Lady.

### Droidi
I Droidi (in originale Droids) sono i mostri usati dai membri di Black Moon, compaiono sia nel manga che nell'anime e sono creati da Saphir su Nemesis e svolgono il ruolo di soldati semplici nell'esercito di Black Moon per aiutarli a cambiare la storia.
Nel manga viene chiarita la loro origine precisando che si tratta di manichini di legno portati in vita dal Potere Nero ed hanno la funzione di aiutanti delle quattro sorelle, con l'incarico di infiltrarsi nella società terrestre travestiti da esseri umani. Più avanti appariranno due Droidi dall'aspetto gassoso chiamati Veneti e Acquatici, che Saphir considera la sua migliore creazione a cui ordina di aiutarlo ad uccidere Sailor Moon.
Nell'anime compaiono principalmente Droidi di sesso femminile (l'unico Droide maschio sarà quello che appare nella mente di Chibiusa, con l'incarico di distruggerla dall'interno) che hanno il compito di aiutare Esmeraude o le Sorelle Ayakashi a spargere il Potere Nero per Tokyo: gestendo negozi travestite da umani, oppure agendo nell'ombra. Una volta eliminati da Sailor Moon lasciano un mucchio di polvere ed una gemma, la quale poi diventa subito opaca. Nell'edizione italiana tutti i Droidi hanno mantenuto il loro nome, anche se spesso è stato italianizzato.

#### Droidi delle sorelle Ayakashi
Nota: molti dei seguenti nemici ritornano nel videogioco Bishōjo senshi Sailor Moon: Another Story. Tra parentesi è riportato il nome italiano del mostro.
- Atsugesho (Droido), droide al servizio di Berthier. Può allargare il suo piumino da cipria per schiacciare gli oggetti e sputare liquido corrosivo. Sotto il falso nome di Shouko Atsuke ha aperto un negozio di cosmetici su un Crystal Point per contaminarlo col potere nero. (ep. 61)
- Nipasu (Nippus), droide al servizio di Berthier, con poteri basati sul ghiaccio come la sua padrona. (ep. 62)
- Dumble (Danbal) droide al servizio di Koan dotata di enorme forza fisica, che aiuta la sua padrona ad attaccare il Santuario Hiwaka (che sorge su un Crystal Point), distruggendo la palestra di aerobica aperta al suo interno dal nonno di Rei. (ep. 63)
- Fuuraiki (Uriki): droide al servizio di Petz, che come la sua padrona padroneggia i fulmini. Viene evocata dopo che Rubeus scopre che Sailor Moon ha paura dei tuoni, e come arma utilizza un tamburo (oggetto associato ai fulmini nella mitologia giapponese). (ep. 64)
- Jamen (Germanen) droide rosso gelatinoso evocato da Calveras, che aiuta Petz e la sua padrona nella gestione di un negozio di bellezza. Può trasformare il suo braccio in una spada, e nascondersi dentro soffitti e pavimenti per cogliere di sorpresa le sue vittime. (ep. 65)
- Avogadora (Avocado) droide basato sulla frutta, Avocado viene evocata da Calaveras e Petz per spargere il potere nero in un supermercato, facendo ingerire alla gente i "frutti oscuri". Combatte utilizzando una spada con l'elsa a forma di banana, e delle bombe a forma di avocado e di lychis (queste ultime usate come orecchini). (ep. 66)
- Akumuuda (Incubo), mostro dai poteri ipnotici agli ordini di Petz e Calveras, che attacca Sailor Moon nei sogni. (ep. 69)

#### Droidi di Esmeraude
- Marzipan (Marzapane), droide con poteri basati sui dolci (può trasformare le sue braccia in cannoni spara glassa, con cui intrappola i nemici). Il suo punto debole è l'acqua. (ep. 76)
- Udering (Bracialin), droide coi poteri basati sulla forma circolare (la forma di un suo attacco richiama i Cerchi Olimpici). Può generare un anello di energia che insegue il suo obbiettivo, finché non lo distrugge. (ep. 77)
- Pharmakon (Farmaco), droide con un braccio a forma di siringa che usa per attaccare. Esmeraude lo evoca per creare un virus col potere nero che infetti gli abitanti di Tokyo. (ep. 78)
- Dogba (Dogbar), droide in grado di controllare gli animali. Travestita da canguro pugile, riesce a "convincere" Artemis a fare il cucciolo nel suo marsupio e aiutarla a combattere. (ep. 79)
- Giwaku (Sospettosa), droide che crea illusioni che fanno perdere alle persone fiducia negli altri. Dopo aver attaccato gli studenti del dopo scuola frequentato da Umino, cerca di volgere Sailor Mercury contro i suoi amici fallendo. (ep. 80)
- Ryuakusu (Liax), droide inviato a catturare Chibiusa prima che arrivi a Crystal Tokyo. Cerca di attirare la bambina prendendo le sembianze di sua madre. (ep. 82)

#### Altri Droidi
- Jakoku, droide inviato da Wiseman nella mente di Chibiusa per distruggerla dall'interno. D'aspetto ricorda il Cupo Mietitore, difatti come arma usa una falce. (ep. 75)